# Roland Németh
Roland Németh (* 19. September 1974 in Szombathely) ist ein ungarischer Sprinter.

## Leben
Bei den Leichtathletik-Europameisterschaften 2002 in München gewann er über 100 m, zunächst auf dem vierten Platz liegend, nachträglich die Bronzemedaille, nachdem der Erstplatzierte Dwain Chambers wegen Dopings disqualifiziert worden war.
Bei den Leichtathletik-Weltmeisterschaften 1999 in Sevilla und 2003 in Paris/Saint-Denis, bei den Olympischen Spielen 2004 in Athen sowie bei den Europameisterschaften 2006 in Göteborg erreichte Németh über dieselbe Distanz das Viertelfinale.
2002, 2006 und 2007 wurde er ungarischer Meister über 100 m, 1999 und 2005 über 200 m. In der Halle errang er nationale Titel 2000 und 2004 über 60 m, 1998, 1999 und 2000 über 200 m.

## Persönliche Bestzeiten
- 50 m (Halle): 5,71 s, 5. Februar 2000, Nyíregyháza
- 60 m (Halle): 6,57 s, 22. Januar 2000, Budapest
- 100 m: 10,08 s, 9. Juni 1999, Budapest
- 200 m: 20,49 s, 27. Juni 1999, Budapest
  - Halle: 20,95 s, 25. Februar 2000, Gent